# Selaincourt
Selaincourt is een gemeente in het Franse departement Meurthe-et-Moselle (regio Grand Est) en telt 182 inwoners (1999). De plaats maakt deel uit van het arrondissement Toul.

## Geografie
De oppervlakte van Selaincourt bedraagt 11,0 km², de bevolkingsdichtheid is 16,5 inwoners per km².
De onderstaande kaart toont de ligging van Selaincourt met de belangrijkste infrastructuur en aangrenzende gemeenten.

## Demografie
Onderstaande figuur toont het verloop van het inwonertal (bron: INSEE-tellingen).